# Hajer Sharief
 (octobre 2019).
Hajer Sharief, née en 1994 en Libye, est une militante pacifiste libyenne.

## Biographie
Hajer Sharief a fait des études en droit.
En 2011, dans le contexte de la guerre civile libyenne, Hajer Sharief crée son organisation "Together we build it". Sa mission est de soutenir une transition démocratique et pacifique dans la Libye. 
En 2013, Hajer Shareif participe au projet 1325 Network. C'est un réseau qui,  à travers 30 villes en Libye, veut renforcer le rôle des femmes pour construire une société libyenne plus sûre.
Hajer Sharief est nommé par le secrétaire général de l'ONU, Ban Ki-Moon, pour travailler au sein du groupe d'experts chargé de poursuivre l'élaboration de la résolution 2250, la première résolution thématique sur la jeunesse, la paix et la sécurité. Hajer Sharief travaille également à la mise en œuvre des résolutions 1325 du Conseil de sécurité des Nations unies - Femmes, paix et sécurité.  
Elle fait également partie du réseau Extremely Together, soutenu par la fondation Kofi Annan, un programme qui rassemble 10 jeunes innovateurs du monde entier, dont la mission est de trouver des mesures de prévention positives contre l'extrémisme violent chez les jeunes.

## Prix et reconnaissances
- En 2017, elle reçoit le Prix étudiant de la paix[5]
- En 2019, elle occupe la première place de la liste des prétendants au prix Nobel de la paix 2019 publiée par l’Institut de Recherche pour la Paix d’Oslo (PRIO)[6].